# مارک کریستین
مارک کریستین (انگلیسی: Mark Christian؛ زادهٔ ۲۰ نوامبر ۱۹۹۰) دوچرخه‌سوار اهل بریتانیا می باشد.
از باشگاه‌هایی که در آن بازی کرده‌است می‌توان به آکوا بلو اسپورت اشاره کرد.
وی در مسابقات کشوری و بین‌المللی در مجموع برندهٔ ۱ مدال طلا، ۱ مدال برنز شده‌است.